# Qader Eshpari
Qader Eshpari (persisch قادر اشپاري; * September 1967 in Kabul, Afghanistan) ist ein afghanischer Sänger. Er lebt derzeit in Fremont, Kalifornien.

## Leben
Qader Eshpari kam in einem Vorort von Kabul zur Welt. Er soll sich bereits im Alter von fünf Jahren für Musik interessiert und Instrumente zu spielen gelernt haben. Nach dem Einmarsch der sowjetischen Armee flüchtete er mit seiner Familie nach Deutschland, später reisten sie weiter in die USA. Nach Beendigung der Highschool in Las Vegas, Nevada, zog er nach Kalifornien. Dort erwarb er einen Abschluss in Informatik und arbeitete anschließend drei Jahre für IBM als Ingenieur im technischen Support, bis er beschloss, sich wieder den musikalischen Interessen seiner Kindheit zuzuwenden.
Durch seine Ausbildung war er in der Lage, Drumcomputer, Sampler und Keyboards derart zu programmieren, dass sie die Klangfarben afghanischer Musik wiedergaben. Qader Eshpari schreibt bis heute ebenfalls Stücke für andere afghanische Musiker und arrangiert für diese Alben. Die Erlöse seines Videos Aashiana übergab er persönlich im Dezember 2007 der Organisation „Aschiana“ in Kabul, die dort Straßenkinder, in der Regel Waisen, unterstützt.
Qader hat ein tiefes Interesse an der indischen Kultur und Musik, was sich in einem großen Teil seiner aufgezeichneten Lieder widerspiegelt. Seine Samples populärer indischer Film-Songs findet man auf fast jedem seiner Alben. Bislang unternahm Quader Esphari mehrere Konzertreisen durch die Vereinigten Staaten, Kanada, Australien, Europa, Indien und Afghanistan.

## Diskographie
- 1996: Soroode Asheqi
- 1997: Sabrina
- 1998: Sia Moo
- 2001: Only You
- 2003: Sahil Eshq
- 2005: Naazi Jaan

Musikvideo:
- 2007: Aashiana (DVD)